# Filiberto Dalmazzo
Filiberto Giuseppe Ottavio Dalmazzo (Torino, 25 aprile 1887 – Trieste, 15 agosto 1940) è stato un dirigente sportivo italiano, presidente della Triestina dal 1926 al 1929.

## Biografia
Cugino di Enrico ed Eugenio Canfari, era il cognato di Benedetto Umberto Malvano, tutti fondatori della Juventus, di cui fu socio, nonché fratello di Benigno Dalmazzo.
Durante la prima guerra mondiale fu ufficiale superiore dell'esercito sul fronte orientale.
Al termine del conflitto si trasferì a Trieste, dove assunse la rappresentanza per la Venezia Giulia della torinese Reale Mutua Assicurazioni e divenne presidente della squadra di calcio cittadina che, con lui alla guida, raggiunse la massima categoria della piramide calcistica.